# María (y los demás)
María (y los demás) è un film spagnolo del 2016, diretto da Nely Reguera e con protagonista Bárbara Lennie. È il primo lungometraggio della regista.

## Trama
Da quando sua madre è morta, María si è presa cura di suo padre e dei suoi fratelli. Responsabile e attenta, è sempre stata il pilastro della famiglia, ruolo di cui va fiera. Così, quando suo padre si innamora improvvisamente di Cachita e annuncia il suo imminente fidanzamento, María sente che la sua vita sta andando in pezzi. Presto smette di essere la figlia perfetta e responsabile, e diventa la figlia non sposata di 35 anni che non è stata in grado di diventare indipendente o realizzare il suo sogno di diventare una scrittrice. A peggiorare le cose, non può nemmeno presentare il suo ragazzo perché non ne ha uno serio (solo un amante). Incapace di affrontare la realtà, María decide di mettersi in proprio, da wedding planner, nella speranza che suo padre possa avere qualche dubbio e lei sia lì a consigliarlo. Nel frattempo, cerca di convincere se stessa e tutti che il suo amante è il fidanzato ideale, arrivando addirittura alla conclusione che il suo capo vuole pubblicare la sua storia anche se non lo dice chiaramente. Tuttavia, nonostante le speranze sulle sue fantasie, la realtà è quella che è, ed essa finisce per emergere: suo padre non ha più bisogno di lei, e la sua vita è rimasta stagnante per troppo tempo; è arrivato il momento di osare per cambiarla.

## Produzione
Le riprese del film si sono svolte interamente in Galizia, per quattro settimane del 2015, nelle seguenti località: La Coruña, Culleredo, Carballo (Playa de Razo), Vilaboa.

## Distribuzione
La première mondiale del film ha avuto luogo il 17 settembre 2016 presso la sessantaquattresima edizione del Festival Internacional de Cine de San Sebastián (sezione Nuevos Directores) nel Palacio de Congresos y Auditorio Kursaal.
In Spagna, il film è uscito il 7 dicembre 2016.

## Riconoscimenti
- 2017 - Premios Feroz
  - Miglior attrice protagonista (Bárbara Lennie)
- 2017 - Mestre Mateo Awards
  - Miglior attrice, miglior sceneggiatura, miglior sonoro, miglior musica originale, miglior film, miglior attrice non protagonista, miglior regista, miglior trucco e parrucco
- 2017 - Miami International Film Festival
  - Miglior film (sezione HBO Ibero-American Competition)
- 2017 - Turia Awards
  - Miglior opera prima
- 2017 - Premios Goya
  - candidature: miglior attrice protagonista, miglior regista esordiente